# ディエゴ・デ・ラ・ホーヤ
ディエゴ・デ・ラ・ホーヤ（Diego De La Hoya、1994年8月13日 - ）は、メキシコのプロボクサー。バハ・カリフォルニア州メヒカリ出身。元世界6階級制覇王者オスカー・デ・ラ・ホーヤは従兄弟。マネージャー兼トレーナーのジョエル・デ・ラ・ホーヤは叔父。愛称はゴールデンキッド。

## 来歴
アマチュア時代はメキシコの国内選手権で2位の実績がある。
2013年9月12日、フェザー級でプロデビュー、3回1分53秒TKO勝ち。
2017年9月16日、ラスベガスのT-モバイル・アリーナにてゲンナジー・ゴロフキンVSサウル・アルバレスの前座でランディ・カバジェロと対戦し、10回判定勝利を収めた。
2017年10月6日、WBCがWBC世界スーパーバンタム級王座挑戦者決定戦でWBC世界スーパーバンタム級2位のディエゴ・デ・ラ・ホーヤと3位のウーゴ・ルイスで対戦するよう指令した。
2017年12月14日、Golden Boy Boxing on ESPNのメインイベントでホセ・サルガドと124ポンドのキャッチウェイトで対戦することが決定していたが、前日計量でデ・ラ・ホーヤが128.5ポンドを計測し4.5ポンドの体重超過をしたことで試合中止になった。
2019年7月13日、カリフォルニア州カーソンのディグニティ・ヘルス・スポーツ・パーク・テニスコートにてレイ・バルガスVS亀田和毅の前座でWBA世界バンタム級8位のロニー・リオスとWBA世界スーパーバンタム級ゴールド王座決定戦で対戦し、6回KO負けを喫した。
2022年7月16日、約2年7か月ぶりに試合を行い、ロサンゼルスのクリプト・ドットコム・アリーナでエンリケ・ベルナチェと対戦し、4回KO勝ちを収めた。